# Gösta Granström
Gösta Granström, född 31 juli 1908 i Flens församling, Södermanlands län, död 4 februari 1957 i Saltsjöbadens församling, Stockholms län, var en svensk målare.
Gösta Granström var son till Olof Herman Granström och Magda Hedfors samt gift första gången 1932 med Irma Eriksson och från 1947 med Jeanette Matthiessen och därigenom svärson till Folke Bernadotte. Efter avslutad skolgång började Granström arbeta som dekoratör. Samtidigt med sitt arbete bedrev han konstnärliga självstudier, bland annat under studieresor till bland annat Nederländerna, Frankrike och Spanien. Han ställde ut separat i Lissabon 1936 och på De ungas salong och Gummesons konsthall i Stockholm samt medverkade i ett stort antal samlings- och grupputställningar bland annat i Nationalmuseums God konst och Riksförbundet för bildande konsts vandringsutställning i Danmark. Hans tidiga konst influerades av Gideon Börje men kom senare att övergå till en kolorit inspirerad av Pierre Bonnard. Hans konst består av interiörer med sig själv eller sin fru som modell, barn, djur, stilleben, figurmotiv och landskap från Portugal och Sörmland. Granström är representerad vid Nationalmuseum och Moderna museet i Stockholm.